# Salzach
Salzach là một dòng sông ở Áo và Đức. Đây là phụ lưu hữu ngạng của sông Inn và dài 225 kilômét (140 dặm), dòng chảy cuối cùng của nó nối với sông Donau. Lưu vực thoát nước của nó bao gồm các phần lớn của núi đá vôi phía Bắc và Trung Đông dãy Alps.

## Tên gọi

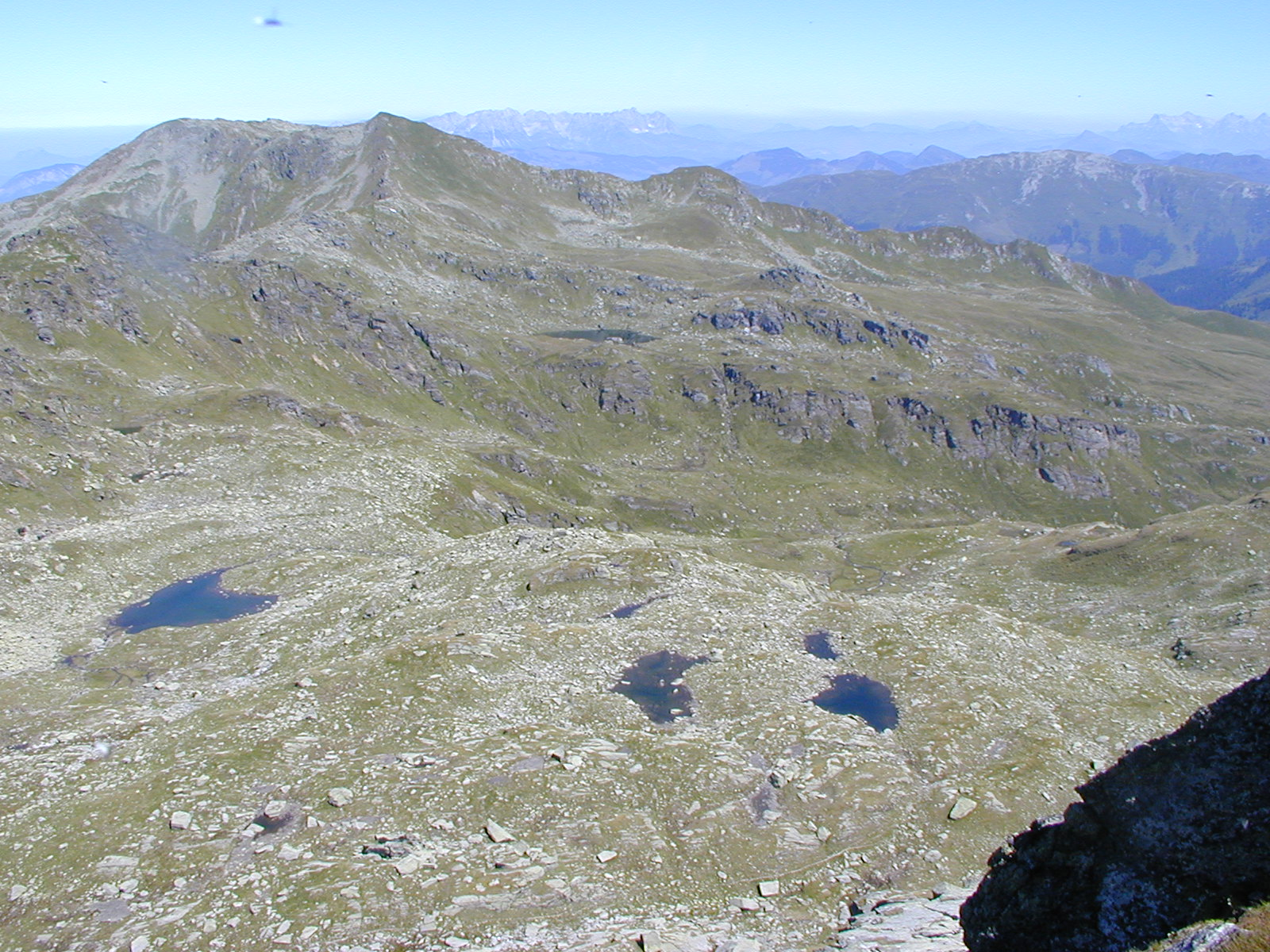
Nguồn Salzach giữa Mt. Salzachgeier và Schwebenkopf

Tên của sông bắt nguồn từ tiếng Đức Salz, có nghĩa là muối. Cho đến thế kỷ 19, việc vận chuyển muối xuống Salza là một phần quan trọng của nền kinh tế địa phương. Việc vận chuyển đã kết thúc khi đường sắt song song Salzburg - Tyrol thay thế hệ thống vận tải cũ.

## Dòng chảy
Sông Salzach là sông chính ở bang Salzburg của Áo. Nguồn nằm ở rìa dãy Kitzbühel Alps gần Krimml ở khu vực phía tây Pinzgau. Đầu nguồn của nó làm mất nhiều đồng cỏ Alpine ở độ cao trên mực nước biển khoảng 2.300 m (7,500 ft), giữa Krimml và ranh giới của bang Tyrol, cách bắc Gerlos Pass 3–5 km về phía dốc của Salzachgeier (2.466 m trên mực nước biển)) và đỉnh Schwebenkopf gần đó (2.354 m).
Từ đây, nó chạy theo hướng đông qua một thung lũng lớn qua Bruck phía Nam của Hồ Zell đến Schwarzach im Pongau. Rẽ về phía bắc, đi qua Sankt Johann im Pongau, chảy giữa dãy núi Berchtesgaden Alps và dãy núi Tennen đến Hallein và thành phố Salzburg.

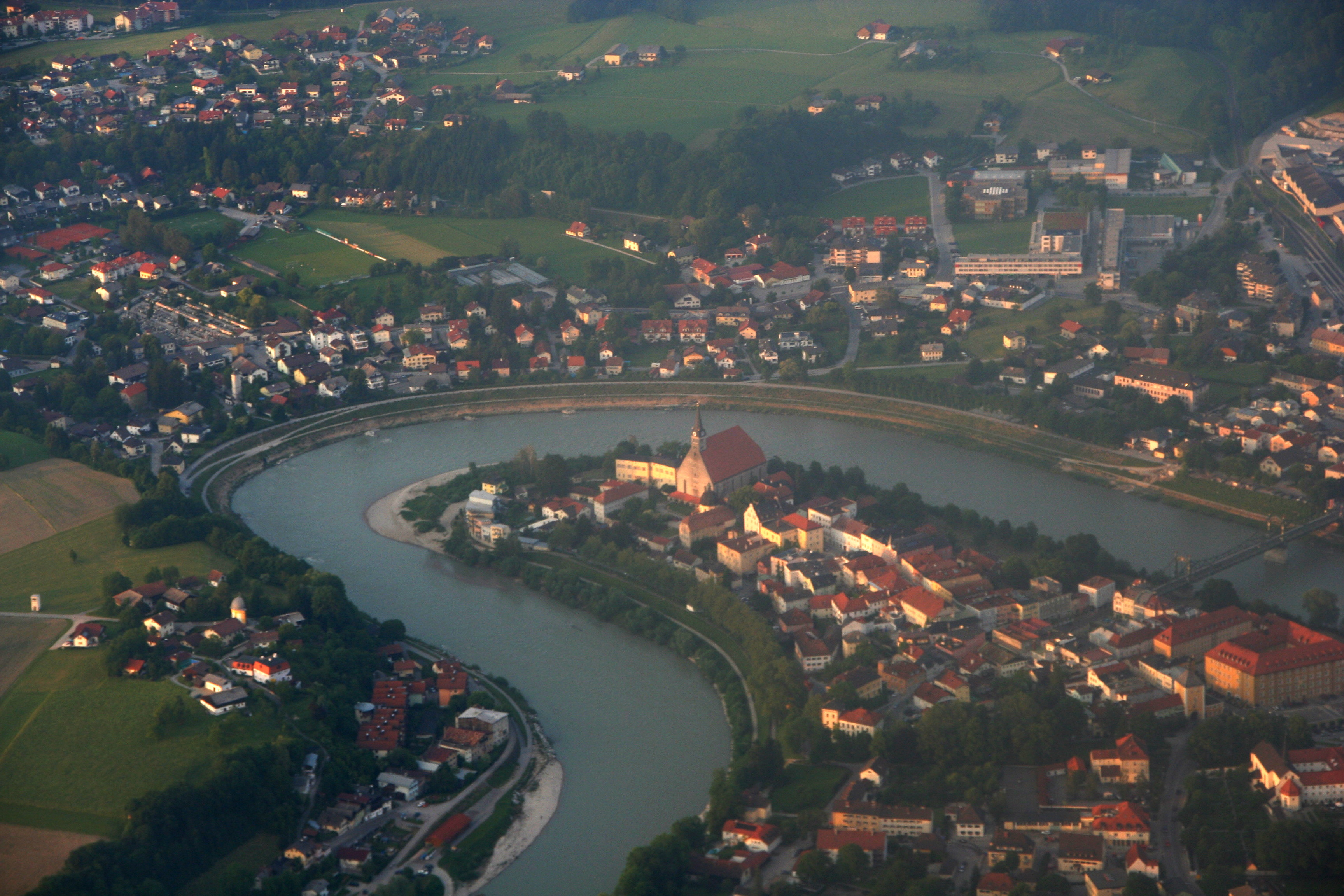
Hạ Salzach giữa Laufen và Oberndorf

Từ ngã ba với chi lưu Saalach ở lưu vực phía bắc Salzburg, Salzach tạo thành biên giới giữa Bavaria, Đức và các bang Áo Salzburg và Upper Áo trong gần 70 km (43 dặm). Các thành phố trên các ngân hàng ở phần dưới này bao gồm Laufen và thị trấn Oberndorf bei Salzburg, Tittmoning, và Burghausen. Tất cả những thị trấn này đều có biên giới.
Sông cuối cùng đã kết hợp Iưu ở Haiming giữa Burghausen và Braunau.

## Các phụ lưu
Vùng thượng và hạ lưu: Putzengraben, Trattenbach và Dürnbach từ Kitzbühel Alps, Krimmler Ache, Obersulzbach, Untersulzbach, Habach, Hollersbach, Felberbach, Stubache, Kapruner Ache từ Hohe Tauern, Pinzga từ Hồ Zell, Fuscher Ache, Rauriser Ache từ High Tauern, Dientener Bach từ dãy núi Alps Slate, Gasteiner Ache, Großarlbach, Kleinarlbach từ HoheTauern, Fritzbach từ Dachstein Massif, Mühlbach và Blühnbach từ Hochkönig.
Các vùng hạ lưu: Lammer từ phía đông, Torrener Bach (Bluntautal) từ dãy Alps Berchtesgaden, Tauglbach và Almbach từ Hintersee, cả hai đều thuộc nhóm Osterhorn, Königsseer Ache từ Königssee, Kehlbach, Fischach từ Wallersee, Klausbach, Saalach đến các chi lưu lớn nhất, Sur và Götzinger Achen ở vùng Bayern, Oichten gần Oberndorf và Moosach thuộc vùng biên giới Salzburg-Oberösterreich.

## Nhà máy thủy điện
Hiện tại, trên sông Salzach có 12 nhà máy thủy điện. Các nhà máy điện được liệt kê bắt đầu ở đầu nguồn:
| Đập                | Công suất (MW) | Sản lượng điện hàng năm (triệu kwh) |
| ------------------ | -------------- | ----------------------------------- |
| Schwarzach         | 120            | 482                                 |
| Wallnerau          | 13             | 38                                  |
| St. Veit           | 16             | 67                                  |
| St. Johann         | 16             | 71                                  |
| Urreiting          | 16             | 76                                  |
| Bischofshofen      | 16             | 70                                  |
| Kreuzbergmaut      | 18             | 80                                  |
| Werfen-Pfarrwerfen | 16             | 81                                  |
| Gamp               | 8              | 53                                  |
| Sohlstufe Hallein  | 16             | 81                                  |
| Urstein            | 22             | 120                                 |
| Sohlstufe Lehen    | 13             | 81                                  |